# 13642 Ricci
13642 Ricci (1996 HX) là một tiểu hành tinh vành đai chính được phát hiện ngày 19 tháng 4 năm 1996 bởi P. G. Comba ở Prescott.